# San Romano in Garfagnana
San Romano in Garfagnana är en ort och kommun i provinsen Lucca i regionen Toscana i Italien. Kommunen hade 1 403 invånare (2018).